# 幸徳井家
幸徳井家（こうとくいけ、かでいけ）は、奈良を根拠地とした陰陽道を家業とする地下家の官人。
安倍氏の末裔であるが、初代幸徳井友幸が賀茂氏の養子ととなったために、賀茂氏系とされるのが一般的である。

## 概要
明徳2年（1391年）に安倍氏庶流の安倍友氏の次男として生まれた友徳は、初め刑部卿兼陰陽助の賀茂定弘より陰陽道を学んでいたが、応永26年（1419年）にその養子となり賀茂友幸と名乗った。友幸は応永30年（1423年）10月に従五位下に叙任され、享徳2年（1454年）に従三位、寛正4年（1463年）には正三位となるが、後に奈良郊外の高畠幸村の幸徳井という井戸のある地に居宅を構えて興福寺大乗院門跡尋尊に仕えた。友幸は尋尊の元で陰陽道や暦道のことのみならず、政治顧問的な役目を果たしていたとされ、その居住地より「幸徳井」の家名を号した。文明5年（1473年）に友幸が83歳で薨去した後も、子の友重も尋尊に仕えてその推挙で正三位まで昇り、次の友延も従三位に昇った。以後、幸徳井家は興福寺と事実上の主従関係を結び、その力を背景に南都社寺への日時勘申を初め、陰陽師・声聞師の監督など南都に関する陰陽道・暦道に関する全てを取り仕切り、政情不安で機能停止した京都の陰陽寮に代わって幸徳井家による独自の暦（幸徳井暦）が編纂されたこともあった。
江戸時代に入って当時の安倍氏当主であった土御門泰重が度々の不手際による失意から、陰陽寮を辞することを表明するが、かつて安倍氏と並ぶ陰陽道の元締とされていた賀茂氏宗家であった勘解由小路家は断絶していたため、元和4年（1618年）に幸徳井家9代目にあたる幸徳井友景が同家では初の陰陽頭に任ぜられた。以後、友種・友傳と幸徳井家出身の陰陽頭が続くが、後に泰重がこれを後悔して幸徳井家より陰陽頭の地位を取り戻そうとした。だが、泰重が失った信頼が回復できずに土御門家は不遇の時代を迎える。
だが、寛文10年（1670年）に土御門泰福が陰陽頭の地位のみならず、全国の陰陽師・声聞師の支配権を主張して陰陽頭だった友傳に相論を仕掛けた。友傳は興福寺の支援を受けてこれに抵抗するが、天和2年（1682年）に友傳が35歳で急死してしまう。後継者の友信は幼少であるために、土御門泰福が後任の陰陽頭に任じられ、翌年には諸国の陰陽師を支配・免許の権限が与えられて、幸徳井家が持っていた南都陰陽師の支配権も没収した。更に元禄2年（1699年）には友信に圧力をかけて、土御門家のみを陰陽道宗家として幸徳井家はその配下となることを誓約させられた。以後、幸徳井家は代々陰陽助として土御門家の指示のもとに暦注のみを管轄した（ただし、宝暦4年（1754年）に土御門家内部の混乱から幸徳井保暠が陰陽頭に任命された例外がある）。ただし、土御門家といえども幸徳井家と興福寺などの南都社寺との関係に直接干渉することは出来ず、南都社寺への日時勘申などは引き続き幸徳井家が担当している。
明治維新後、歴代中公卿を6名輩出した実績を根拠に華族への取立てを請願するも、明治政府より却下されている。その後、現代に至るまで消息は不明。

## 歴代当主
1. 幸徳井友幸（明徳2年（1391年） - 文明5年（1473年）） - 正三位
2. 幸徳井友重（応永18年（1411年） - 延徳2年（1490年）） - 正三位
3. 幸徳井友延（永享7年（1435年） - 明応3年（1494年）） - 従三位
4. 幸徳井友胤（寛正3年（1462年） - 文亀3年（1503年））
5. 幸徳井友栄（文明19年/長享元年（1487年） - 弘治4年/永禄元年（1558年））
6. 幸徳井友祐（永正4年（1507年） - 天文15年（1546年））
7. 幸徳井友忠（享禄4年（1531年） - 慶長6年（1601年）） - 従三位
8. 幸徳井友豊（永禄9年（1566年） - 慶長7年（1602年））
9. 幸徳井友景（天正11年（1583年） - 寛永21年/正保元年/正保2年（1645年）） - 陰陽頭　柳生宗厳の甥であり、幸徳井家の養子となった。
10. 幸徳井友種（慶長13年（1608年） - 明暦4年/万治元年（1658年）） - 陰陽頭
11. 幸徳井友傳（正保5年/慶安元年（1648年） - 天和2年（1682年）） - 陰陽頭
12. 幸徳井友信（寛文6年（1666年） - 享保8年（1723年））
13. 幸徳井友親（寛文11年（1671年） - 享保14年（1729年））
14. 幸徳井保篤（元禄15年（1702年） - 延享5年/寛延元年（1748年））
15. 幸徳井保屋（正徳6年/享保元年（1716年） - 寛保3年（1743年））
16. 幸徳井保暠（享保15年（1730年） - 享和2年（1802年）） - 従三位/陰陽頭
17. 幸徳井保敬（寛保4年/延享元年（1744年） - 文政2年（1819年）） - 従三位
18. 幸徳井保教（明和4年（1767年） - 寛政11年（1799年））
19. 幸徳井保雅（天明6年（1786年）/天明7年（1787年） - 文化4年（1807年））
20. 幸徳井保孝（享和3年（1803年） - 文政6年（1823年））
21. 幸徳井保救（安永6年（1777年） - 嘉永4年/嘉永5年（1852年））
22. 幸徳井保真（寛政8年（1796年） - 文化9年（1812年））
23. 幸徳井保源（文政2年（1819年） - 1872年（明治4年/明治5年）
24. 幸徳井保章（弘化4年（1847年） - ?）

- 出典：幸徳井世系考訂本

## 登場作品
- 荒山徹『柳生陰陽剣』2008年。ISBN 978-4-10-121042-1。『柳生雨月抄』改題 - 幸徳井友景（柳生友景）を主人公とした伝奇小説。
- あざの耕平 『東京レイヴンズ』 - 陰陽師を題材としたライトノベル。第二部にサブキャラとして幸徳井家の陰陽師が登場する。